# Gabriele Oriali
Gabriele Oriali (født 25. november 1952 i Como, Italien) er en italiensk tidligere fodboldspiller (midtbane), der blev verdensmester med Italiens landshold ved VM 1982.

## Karriere
Oriali spillede hele sin karriere i hjemlandet, hvor han repræsenterede først Inter og siden Fiorentina. I løbet af sine 14 år hos Inter var han med til at vinde to italienske mesterskaber og to Coppa Italia-titler.
For det italienske landshold nåde Oriali at spille 28 kampe, hvori han scorede ét mål. Han blev verdensmester med holdet ved VM 1982 i Spanien, og spillede fem ud af italienernes syv kampe i turneringen, herunder finalen mod Vesttyskland. Han deltog også ved EM 1980 på hjemmebane.

## Titler
Serie A
- 1971 og 1980 med Inter

Coppa Italia
- 1978 og 1982 med Inter

VM
- 1982 med Italien